# Ecseny
Ecseny (ehemals auch Ecsény, deutsch Etsching) ist eine ungarische Gemeinde im Kreis Kaposvár im Komitat Somogy. Knapp 15 Prozent der Bewohner gehören der deutschen Minderheit an.

## Geografische Lage
Ecseny liegt 22 Kilometer nordöstlich der Kreisstadt Kaposvár und 29 Kilometer vom südlichen Ufer des Balaton entfernt. Nachbargemeinden sind Felsőmocsolád, Mernye und Szentgáloskér.

## Geschichte
Im Jahr 1907 gab es in der damaligen Kleingemeinde 172 Häuser und 1057 Einwohner auf einer Fläche von 2289 Katastraljochen. Sie gehörte zur damaligen Zeit zum Bezirk Igal im Komitat Somogy.

## Sehenswürdigkeiten
- Evangelische Kirche, erbaut 1842–1843
- Reliefgedenktafel in Erinnerung an die Deportierten und Zwangsarbeiter, erschaffen von Katalin Gera

## Verkehr
Ecseny ist nur über die Nebenstraße Nr. 65109 zu erreichen. Es bestehen Busverbindungen über Felsőmocsolád, Mernye und Somogyaszaló nach Kaposvár. Der nächstgelegene Bahnhof befindet sich in Felsőmocsolád.